# ポリ塩化ビフェニル廃棄物の適正な処理の推進に関する特別措置法
ポリ塩化ビフェニル廃棄物の適正な処理の推進に関する特別措置法（ポリえんかビフェニルはいきぶつのてきせいなしょりのすいしんにかんするとくべつそちほう、平成13年法律第65号）は、ポリ塩化ビフェニル（PCB）廃棄物の処理に関する日本の法律で、廃棄物の処理及び清掃に関する法律の特別法である。略称は、PCB特別措置法（PCB特措法）。
2001年（平成13年）6月22日に公布され、同年7月15日に施行された。2016年（平成28年）には、ポリ塩化ビフェニル廃棄物の適正な処理の推進に関する特別措置法の一部を改正する法律（平成28年法律第34号）が同年5月2日に公布され、同年8月1日に施行された。

## 目的
この法律は、ポリ塩化ビフェニルが難分解性の性状を有し、かつ、人の健康及び生活環境に係る被害を生ずるおそれがある物質であること並びに我が国においてポリ塩化ビフェニル廃棄物が長期にわたり処分されていない状況にあることにかんがみ、ポリ塩化ビフェニル廃棄物の保管、処分等について必要な規制等を行うとともに、ポリ塩化ビフェニル廃棄物の処理のための必要な体制を速やかに整備することにより、その確実かつ適正な処理を推進し、もって国民の健康の保護及び生活環境の保全を図ることを目的とする（第1条第1項）。 

## 制定の背景
ポリ塩化ビフェニル（PCB）は、1968年のカネミ油症事件などで毒性が社会問題化し、PCBの製造・輸入は1972年から行政指導によって製造が中止され、化学物質の審査及び製造等の規制に関する法律の制定（1973年）によって事実上禁止された。またPCBを含む機器・複写紙あるいは廃棄物（ウエスなど）は、事業者により自己保管することとなった。
1976年の廃棄物の処理及び清掃に関する法律の改正よりPCBあるいはPCBを含む廃棄物は特別管理産業廃棄物に指定され廃棄方法として高温焼却による処理を認められたものの、事実上、処理・処分ができなかった（ごく限られたPCB廃棄物のみ実験的に処理が許可された）ため、PCB廃棄物は30年に渡り、ほとんど廃棄処分されずに事業者により保管され続けていた。
一方、厚生省はPCB使用機器保管状況調査結果を1993年および2000年に公表したが、保管中のPCB廃棄物が多数紛失していることが判明し社会問題となった。
そこで、2001年に保管されているPCBの確実かつ適正な処理の確保のため、PCB処理特別措置法を制定した。
なお、2002年には、残留性有機汚染物質に関するストックホルム条約（POPs条約）を日本が締結し（2004年に条約発効）、PCB廃棄物の適正管理及び処理が国際的にも求められることとなっている。

## 施行状況
2002年には、本法が施行されたことで、PCB含有機器を使用したりPCB廃棄物を保管する者は、監督官庁にPCBを含む機器とPCB廃棄物とについて設置・保管状況とその数量を毎年報告することが義務付けられた。
2003年には、環境省が「PCB廃棄物処理基本計画」を策定し、PCBの廃棄処理の為のインフラ整備に乗り出した。
2016年には本法が改正施行され、PCB廃棄物処理基本計画の閣議決定 （第6条）、高濃度PCB廃棄物の処分の義務付け （第10条、第12条、第18条、第20条及び第33条）、報告徴収・立入検査権限の強化 （第24条及び第25条）、高濃度PCB廃棄物の処分に係る代執行 （第13条）などの規定が盛り込まれ、特に高濃度PCB廃棄物を確実に期限内処分するための必要な措置が講じられた。

## 規制と罰則
PCB廃棄物の保管事業者に対し、2027年3月までに処理することを義務づけている。また罰則も規定されている。
- 2027年3月31日までに適正処理を行わず、環境大臣または都道府県知事による改善命令に違反した場合：3年以下の拘禁刑もしくは1000万円以下の罰金まはた併料。
- PCB廃棄物を譲り渡し、または譲り受けた場合（環境省が定める場合を除く）：3年以下の拘禁刑もしくは1000万円以下の罰金まはた併料。
- PCB廃棄物の保管および処分について届け出を行わなかったり、虚偽の届け出をした場合：6月以下の拘禁刑もしくは50万円以下の罰金。
- PCB保管事業者の相続、合併または分割により事業を継承した法人が承継の届け出を行わなかったり、虚偽の届け出をした場合：30万円以下の罰金。

このほか規制と罰則は、廃棄物の処理及び清掃に関する法律にも規定がある。同法による内容は、具体的には以下の通り。
- PCB廃棄物を不法に投棄した場合：法人には1億円以下の罰金。
- PCB廃棄物の収集運搬や処分を無許可で営業したり、措置命令に違反した場合：5年以下の拘禁刑もしくは1000万円以下の罰金まはた併料。
- 許可を受けていない収集運搬・処分業者に委託した場合：5年以下の拘禁刑もしくは1,000万円以下の罰金まはた併料。
- マニフェストに虚偽の記載をした場合：50万円以下の罰金
- PCB廃棄物の管理責任者を置かなかった場合：30万円以下の罰金

## 構成
- 第1章 - 総則（第1条 - 第7条）
- 第2章 - ポリ塩化ビフェニル廃棄物の規制等（第8条 - 第17条）
- 第3章 - 雑則（第18条 - 第32条）
- 第4章 - 罰則（第33条 - 第36条）
- 附則

## 主務官庁
- 環境省